# Enciclopedisti
Con il nome di Enciclopedisti (dal francese: Encyclopédistes) fu chiamato il gruppo di redattori della Encyclopédie (Enciclopedia) edita da Diderot e d'Alembert nel XVIII secolo in Francia.
Come Pierre Bayle (1647-1706), che redasse il Dictionnaire Historique et Critique, gli Enciclopedisti facevano parte del gruppo di intellettuali conosciuti come i Philosophes. Promossero l'avanzamento delle scienze e del pensiero secolare, e supportarono la tolleranza, la razionalità e l'apertura mentale dell'Illuminismo.
Avversati nel loro lavoro dalla Chiesa cattolica e dalla censura francese, molti di loro sono rimasti anonimi e non è noto il loro numero.

## L'Encyclopédiedi Diderot e D'Alembert

### Enciclopedisti in ordine alfabetico
Di seguito sono elencati gli Enciclopedisti in ordine alfabetico, secondo il numero di voci redatte e secondo la lettera di riferimento nell'Encyclopédie.
- Jean le Rond d'Alembert
- Antoine-Joseph Desallier d'Argenville
- Boucher d'Argis
- Arnulphe d'Aumont
- Nicolas Beauzée
- Jacques-Nicolas Bellin
- Jacques-François Blondel
- Claude Bourgelat
- Étienne Bonnot de Condillac
- Louis-Jean-Marie Daubenton
- Denis Diderot
- César Chesneau Du Marsais
- Marc-Antoine Eidous
- Jean-Baptiste de La Chapelle
- Guillaume Le Blond
- André Le Breton
- Antoine Louis
- Baron d'Holbach
- Chevalier Louis de Jaucourt
- Edme-François Mallet
- Jean-François Marmontel
- Montesquieu
- Jean-Jacques Rousseau
- Pierre Tarin
- François-Vincent Toussaint (simbolo 'H')
- Anne Robert Jacques Turgot, Baron de Laune
- Urbain de Vandenesse
- Gabriel-François Venel
- Voltaire

### Numero di voci per enciclopedista
L'elenco completo è ignoto, questi sono i contributi riconducibili ad un autore.
- 37870 - XXX (non indicato o non determinabile)
- 17288 - Chevalier Louis de Jaucourt
- 5394 - Denis Diderot
- 4268 - Boucher d'Argis
- 1925 - Edme-François Mallet
- 1309 - Jean le Rond d'Alembert
- 994 - Jacques-Nicolas Bellin
- 720 - Guillaume Le Blond
- 707 - Gabriel-François Venel
- 693 - Louis-Jean-Marie Daubenton
- 541 - Antoine-Joseph Desallier d'Argenville
- 482 - Jacques-François Blondel
- 449 - Antoine Louis
- 428 - Marc-Antoine Eidous
- 414 - Paul Henri Thiry d'Holbach
- 411 - François-Vincent Toussaint
- 344 - Jean-Jacques Rousseau
- 337 - Pierre Tarin
- 227 - Claude Bourgelat
- 214 - Jean-Baptiste de La Chapelle
- 199 - Urbain de Vandenesse
- 192 - Arnulphe d'Aumont
- 129 - César Chesneau Du Marsais
- 119 - Cahusac
- 108 - Le Roy
- 107 - Landois
- 91 - Nicolas Beauzée
- 78 - Malouin
- 61 - Goussier
- 56 - Malouin
- 45 - Lenglet Du Fresnoy
- 41 - Daubenton | Diderot
- 39 - Yvon
- 39 - Daubenton | Vandenesse
- 32 - Boucher d'Argis
- 26 - de La Chapelle | d'Alembert
- 26 - Voltaire
- 25 - Diderot | Mallet
- 23 - Daubenton | Jaucourt
- 22 - Daubenton, le Subdelegue
- 21 - Barths
- 20 - Mallet | Diderot
- 20 - Formey
- 20 - Daubenton | Jaucourt
- 14 - Rousseau | d'Alembert
- 14 - Nicolas Beauzée
- 13 - Watelet
- 13 - Boucher d'Argis
- 12 - Romain
- 12 - Douchet et Beauzee
- 12 - Daubenton | d'Argenville
- 11 - Diderot | Vandenesse
- 10 - Villiers
- 10 - Marmontel
- 10 - Forbonnais
- 9 - Papillon
- 9 - Mallet | d'Alembert
- 9 - Daubenton | Daubenton, le Subdelegue
- 8 - Faiguet
- 7 - d'Argenville | Diderot
- 7 - Tarin
- 7 - Pestr
- 7 - Jaucourt
- 7 - Bellin | Bellin
- 6 - Vandenesse | Diderot
- 6 - Toussaint | Mallet
- 6 - Durival
- 6 - Beauzee et Duchet
- 5 - d'Aubenton
- 5 - d'Alembert | Diderot
- 5 - Yvon | Diderot
- 5 - Venel | Venel
- 5 - Menuret
- 5 - Mallet | Mallet
- 5 - Diderot | Daubenton
- 5 - Daubenton | d'Argenville|Vandenesse
- 5 - Daubenton | Vandenesse|Diderot
- 5 - C. D. J. | Jaucourt
- 4 - d'Alembert | Mallet
- 4 - Romilly
- 4 - Rallier
- 4 - Louis | Diderot
- 4 - Blondel | Diderot

### Per lettera identificativa
Nell'Encyclopédie gli autori vengono identificati da una lettera alla fine di ogni voce.
- (A) - Boucher d'Argis
- (a) - Lenglet Du Fresnoy
- (B) - Cahusac
- (b) - Venel
- (C) - Pestré
- (c) - Daubenton, le Subdélégué
- (D) - Goussier
- (d) - d'Aumont
- (E) - de La Chapelle
- (e) - Bourgelat
- (F) - Dumarsais
- (f) - de Villiers
- (G) - Mallet
- (g) - Barthès
- (H) - Toussaint
- (h) - Morellet
- (I) - Daubenton
- (K) - d'Argenville
- (L) - Tarin
- (M) - Malouin
- (m) - Ménuret de Chambaud
- (N) - Vandenesse
- (O) - d'Alembert
- (P) - Blondel
- (Q) - Le Blond
- (R) - Landois
- (S) - Rousseau
- (T) - Le Roy
- (V) - Eidous
- (X) - Yvon
- (Y) - Louis
- (Z) - Bellin
- (*) - Diderot
- (D.J.) - de Jaucourt
- (—) - d'Holbach
- (V.D.F.) - Forbonnais
- (E.R.M.) - Douchet and Beauzée